# Йозеф Сівак
Йозеф Сівак (14 січня 1886, Бобровец — 27 січня 1959, Братислава, ЧССР) — словацький і чехословацький політичний, державний і громадський діяч, в.о. обов'язки прем'єр-міністра Першої Словацької республіки у складі Чехословацької Республіки (9 — 11 березня 1939), міністр освіти самостійної Словаччини (1939 — 1944), педагог, редактор і журналіст.

## Біографія
Здобув педагогічну освіту. Вчителював. Зустрівся і подружився з Андрієм Глінкою, став членом його партії. З грудня 1918 року —перший секретар Глінкової словацької народної партії. Належав до поміркованого крила ГСНП, виступав за автономію Словаччини у складі Чехословаччини. Наприкінці 1918 р. був обраний депутатом Революційних національних зборів Чехословаччини (до 1920). Був серед депутатів Сейму Словацької землі у складі Чехословаччини, а також Сейму Першої словацької республіки.
Після здобуття Чехословаччиною незалежності працював шкільним інспектором у Пр'євідзі. 1924 знову став депутатом Національних зборів, де працював до 1938 року. З 1937 року — заступник голови Національних зборів.
З 9 по 11 березня 1939 року виконував обов'язки прем'єр-міністра Першої Словацької республіки у складі Чехословацької Республіки, одночасно очолював всі міністерства (в тому числі внутрішніх справ, юстиції, окрім Міністерства фінансів).
В урядах Карола Сідора і Йозефа Тісо обіймав посаду міністра освіти самостійної Словаччини (1939 — 1944). Брав участь у створенні Словацької академії наук і мистецтв, попередника Словацької академії наук. Рішуче виступив проти депортацій зі Словаччини.
Після закінчення Другої світової війни заарештований і засуджений до дворічного тюремного ув'язнення за свою діяльність в Словацькій державі. Після звільнення в грудні 1947 деякий час працював скарбником у друкарні.
Автор багатьох статей і віршів, які публікував у газетах і журналах. У другій половині 1920-х років працював редактором (публікувався під псевдонімом Trávnicky). Йому належить авторство кількох словацьких підручників.

## Нагороди
- Кавалер Ордена Святого Сильвестра (1928)